# Olga Tomilova

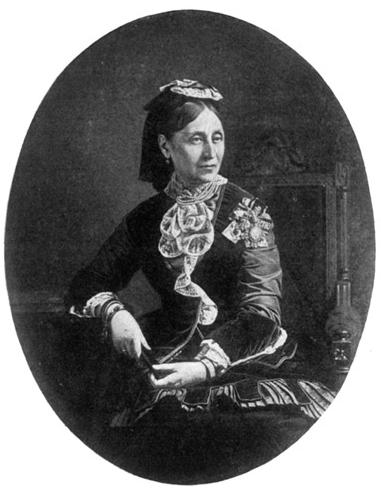
Olga Tomilova

Olga Tomilova, född 1822, död 1894, var en rysk pedagog. Hon var föreståndare för Smolnyjinstitutet från 1875 till 1886.
Tomilova tog examen från Smolnyjinstitutet med högsta betyg 1839. Hon var sedan hovdam innan hon gifte sig med godsägaren Roman Tomilov (1812-1864). Som änka fick hon återigen en tjänst som hovdam. 1872 valdes hon till efterträdare av Maria Leontief, som då inte längre kunde sköta sin tjänst på grund av sjukdom, och tillträdde vid dennas död 1875. Tomilova led av en ögonsjukdom, men beskrivs som en samvetsgrann rektor. Hon hade rest en del och påverkades av de nya idéerna om utbildning i Europa, där utbildning nu började bli tillgänglig för båda könen. Hon införde praktisk hantverksträning och undervisade själv i konsthistoria och tillämpade strängt uniformsprincipen. Hon avgick av hälsoskäl.    